# Ушсарт
Ушса́рт (каз. Үшсарт) — село у складі Коргалжинського району Акмолинської області Казахстану. Входить до складу Кизилсайського сільського округу.
Населення — 143 особи (2021; 233 у 2009, 282 у 1999, 394 у 1989).
Національний склад станом на 1989 рік:
- казахи — 100 %.